# یک پا در بهشت
یک پا در بهشت (به انگلیسی: One Foot in Heaven) فیلمی ۱۰۸ دقیقه‌ای به کارگردانی ایروینگ رپر با بازی فردریک مارچ است.

## بازیگران
- فردریک مارچ
- مارتا اسکات
- بولا بوندی
- جین لاکهارت
- الیزابت فریزر
- هری دونپورت
- لورا هوپ کروس
- گرانت میچل
- مورونی اولسن
- Frankie Thomas
- جروم کوان
- ارنست کوسارت
- نانا برایانت
- فرن امت